# Uwe Timm

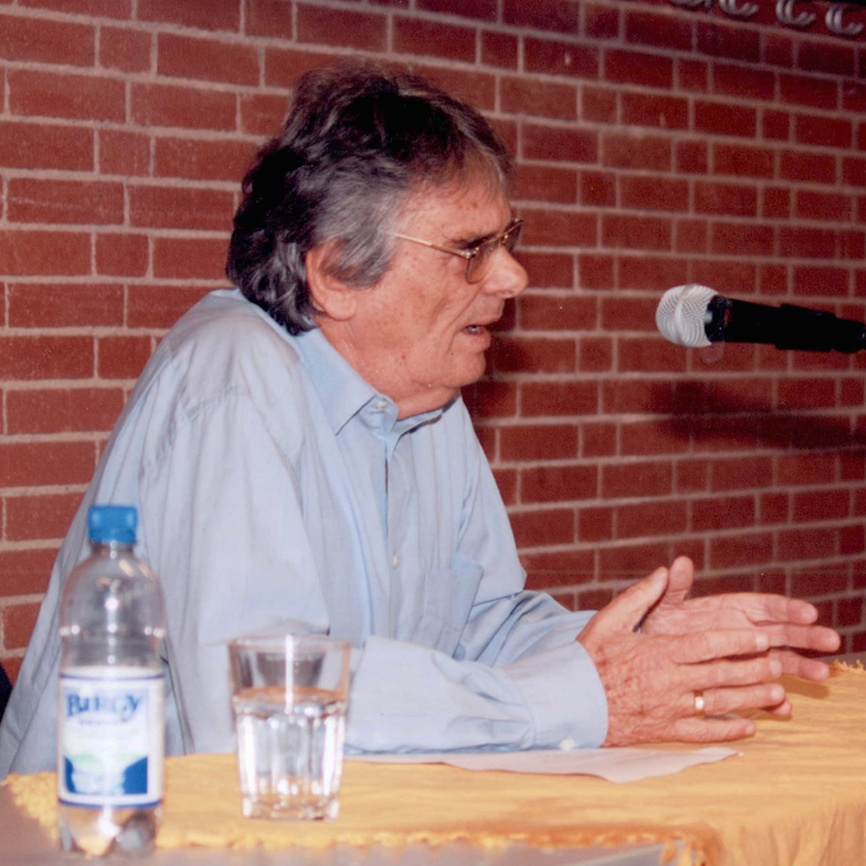
Uwe Timm em outubro de 2009.

Uwe Timm (5 de fevereiro de 1932 - 7 de março de 2014) foi um escritor alemão, anarquista e antimilitarista. Ele foi o co-editor do Espero. Ele nasceu em Hamburgo, Alemanha.
Timm morreu em 7 de março de 2014 em Barcelona, Espanha. Ele tinha 82 anos.
A Descoberta da Currywurst foi publicado no Brasil em 2015 pela Dublinense.

## Obras
- Die Entdeckung der Currywurst (Br A Descoberta da Currywurst) (1993)